# Into the West (chanson)
Pour les articles homonymes, voir Into the West.
Into the West est une chanson écrite par Fran Walsh, Howard Shore et Annie Lennox, et interprétée par Annie Lennox. Elle figure au générique de fin du film Le Seigneur des anneaux : Le Retour du roi de Peter Jackson.

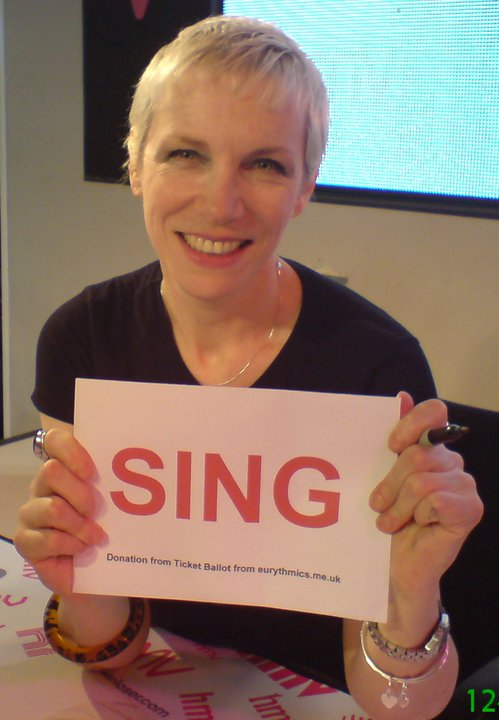
Annie Lennox

Cette chanson fut récompensée par l'Oscar de la meilleure chanson originale 2004, ainsi que par le Golden Globe de la meilleure chanson originale 2004.